# Onward
Onward és una població dels Estats Units a l'estat d'Indiana. Segons el cens del 2000 tenia 81 habitants.

## Demografia
Segons el cens del 2000, Onward tenia 81 habitants, 30 habitatges, i 21 famílies. La densitat de població era de 347,5 habitants/km².
Dels 30 habitatges en un 36,7% hi vivien nens de menys de 18 anys, en un 70% hi vivien parelles casades, en un 3,3% dones solteres, i en un 26,7% no eren unitats familiars. En el 26,7% dels habitatges hi vivien persones soles el 6,7% de les quals corresponia a persones de 65 anys o més que vivien soles. El nombre mitjà de persones vivint en cada habitatge era de 2,7 i el nombre mitjà de persones que vivien en cada família era de 3,32.
Per edats la població es repartia de la següent manera: un 30,9% tenia menys de 18 anys, un 3,7% entre 18 i 24, un 34,6% entre 25 i 44, un 17,3% de 45 a 60 i un 13,6% 65 anys o més.
L'edat mediana era de 32 anys. Per cada 100 dones de 18 o més anys hi havia 115,4 homes.
La renda mediana per habitatge era de 40.625 $ i la renda mediana per família de 50.313 $. Els homes tenien una renda mediana de 36.458 $ mentre que les dones 35.625 $. La renda per capita de la població era de 15.993 $. Cap de les famílies i el 6,6% de la població estaven per davall del llindar de pobresa.

## Poblacions més properes
El següent diagrama mostra les poblacions més properes.